# Султанка біла
Султанка біла (Porphyrio albus) — вимерлий великий птах родини пастушкових. Ендемік острова Лорд-Хау, Австралія. Птах зовнішнім виглядом був схожий на султанку, але мав коротші й сильніші ноги та пальці. Оперення було білим, іноді з кількома синіми пір'їнами. Цілком імовірно, що Porphyrio albus був нелітаючим птахом, так само як і його близький родич такахе. Також було описано схожих, повністю синіх птахів, але невідомо, чи належать вони до цього виду чи просто є султанками, які теж населяють острів. Пір'їни ж на двох екземплярах, які дійшли до наших днів, білого кольору.

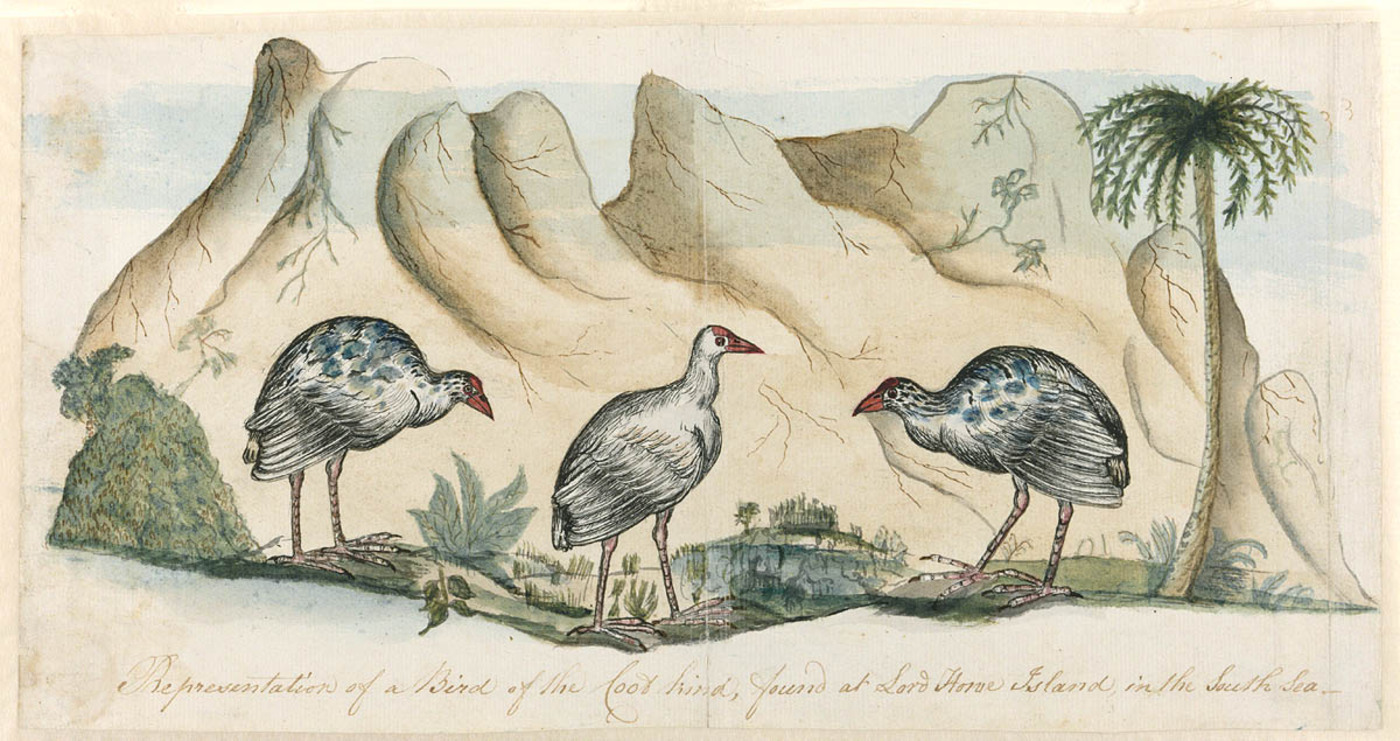
Ілюстрація, на якій зображено кілька особин, травень 1788

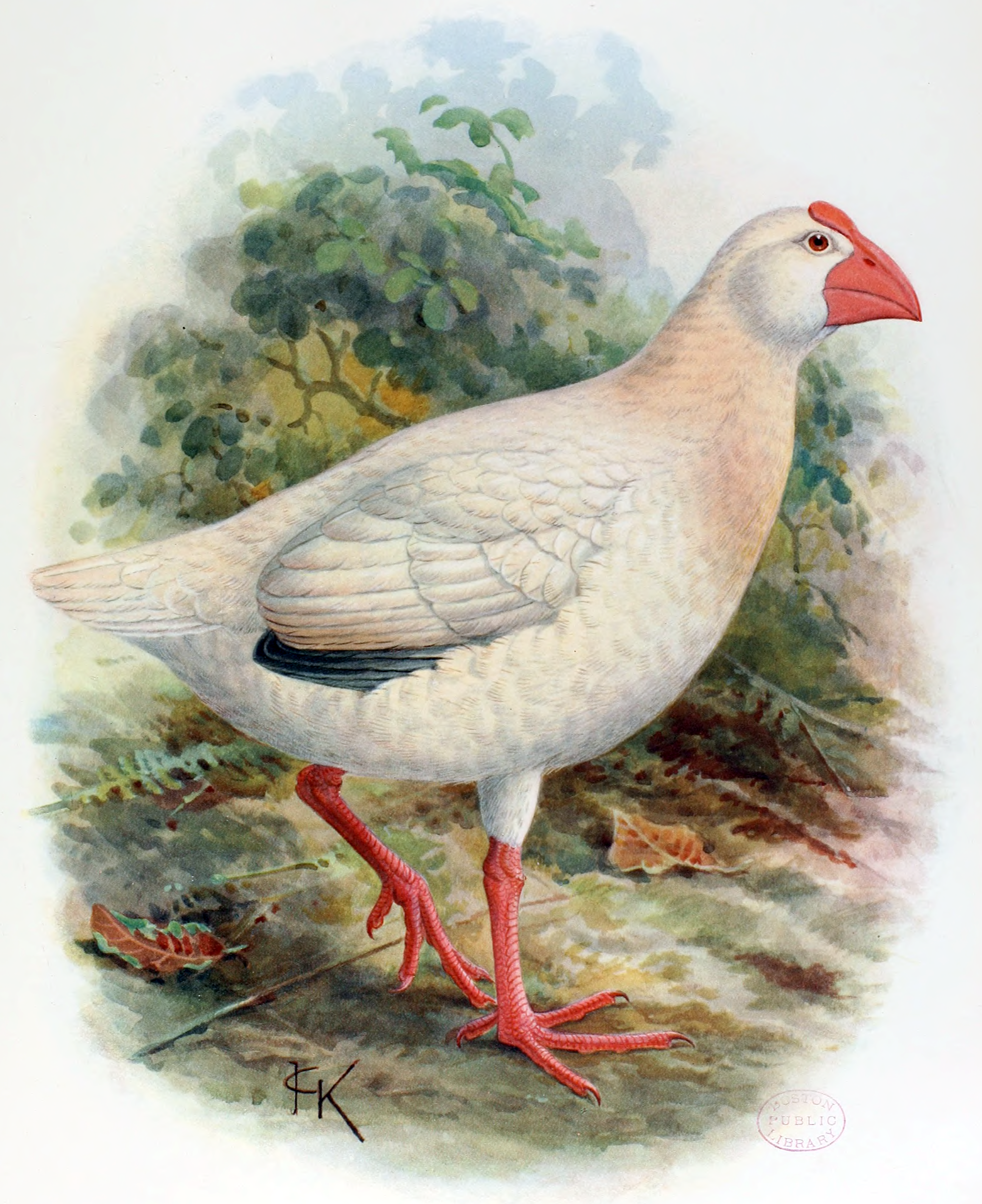
Реконструкція вигляду птаха

Уперше цього птаха у своїй книжці Journal of a Voyage to New South Wales (1790) описав Джон Вайт. Книжка містила, зокрема, ілюстрацію. Вид не був рідкісним на той час, але повністю вимер через полювання на нього китобоями та моряками.
На сьогодні збереглося два екземпляри цього виду: один — у Світовому музеї в Ліверпулі, другий — у Музеї природознавства у Відні. Існує також кілька зображень та субфосильних кісток.